# Jean Périer
Pour les articles homonymes, voir Périer.
Jean Périer est un acteur et chanteur français né le 2 février 1869 à Paris et mort le 1er novembre 1954 à Neuilly-sur-Seine. Il fut le premier interprète de Pelléas dans Pelléas et Mélisande de Claude Debussy en 1902.

## Biographie
Jean Périer est le fils d'Émile Périer (né en 1821, mort en 1913 à Bois Colombes), 1er violon de l'Opéra de Paris, chef d'orchestre de l'orchestre National de Belgique Kursaal Oostende.

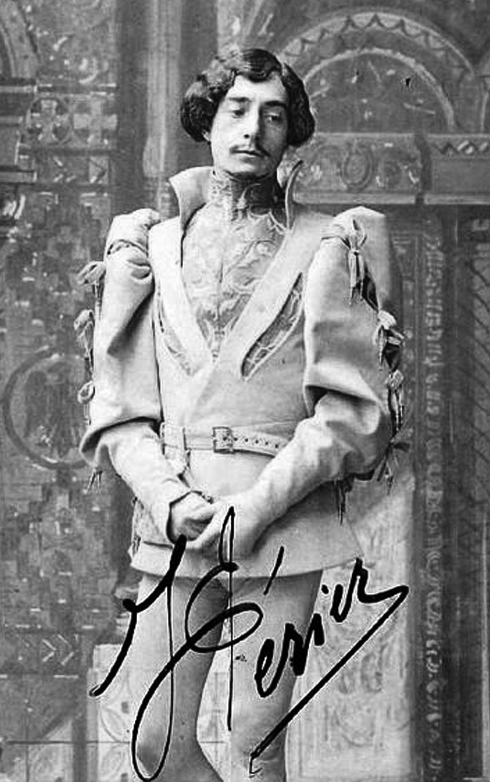
Jean Périer en Pelléas en 1902

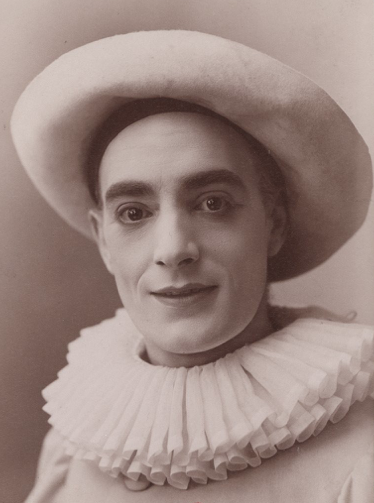
Portrait de Jean Périer (Atelier Nadar)

Jean est le père de trois enfants : Michel (né le 27 juin 1943), Gérard (né le 17 septembre 1944), et son jumeau Dominique (né le 17 septembre 1944 et décédé en novembre 1945).

## Filmographie
- 1910 : Monsieur Don Quichotte - réalisation anonyme, court métrage.
- 1910 : Oliver Twist (L'Enfance d'Oliver Twist) de Camille de Morlhon - court métrage.
- 1910 : Manon - réalisation anonyme, court métrage.
- 1910 : Le Barbier de Séville - réalisation anonyme, court métrage - : Le comte Almaviva
- 1919 : Le destin est maître
- 1922 : Vingt Ans après d'Henri Diamant-Berger - film tourné en 10 épisodes - Le cardinal Mazarin
- 1923 : Le Roi de Paris de Dominique de Marsan et Charles Maudru
- 1927 : Poker d'as de Henri Desfontaines
- 1931 : Autour d'une enquête (Voruntersuchung)  de Robert Siodmak et Henri Chomette : Le juge Conrad Bienert
- 1932 : Une nuit à l'hôtel de Léo Mittler : Le colonel Cartier
- 1932 : La Belle Aventure (Das Schöne Abenteuer) de Reinhold Schünzel et Roger Le Bon : Comte d"Eguzon
- 1932 : Simone est comme ça de Karl Anton : Baillon
- 1933 : Prenez garde à la peinture de Henri Chomette
- 1933 : Le Chemin du bonheur de Jean Mamy
- 1934 : Roi de Camargue de Jacques de Baroncelli : Audiffred
- 1935 : Pasteur de Sacha Guitry : Docteur
- 1935 : Martha (Les Dernières roses) de Karl Anton : Lord Durham
- 1936 : La Vie parisienne de Robert Siodmak
- 1936 : Le Mioche ou Papa Prosper de Léonide Moguy : L'aumônier
- 1936 : Mister Flow de Robert Siodmak
- 1937 : Une femme sans importance de Jean Choux
- 1937 : Boissière de Fernand Rivers : Charles Le Barois
- 1937 : L'Affaire du courrier de Lyon de Maurice Lehmann et Claude Autant-Lara : Legrand
- 1937 : La Mort du cygne de Jean Benoist Lévy et Marie Epstein : Le Directeur
- 1938 : Les Pirates du rail de Christian-Jaque : Dr. Bureau
- 1938 : Légions d'honneur de Maurice Gleize : Le général Richaume
- 1938 : La Rue sans joie d'André Hugon : Le grand-père
- 1938 : Gibraltar de Fedor Ozep : Colonel Wilcox
- 1938 : Remontons les Champs-Élysées de Sacha Guitry et Robert Bibal : Choiseul
- 1938 : Trois Valses de Ludwig Berger : Le président de Chalencey
- 1938 : Le Roman de Werther (Werther) de Max Ophüls : Président
- 1939 : Entente cordiale de Marcel L'Herbier : Président Loubet
- 1942 : Le Destin fabuleux de Désirée Clary de Sacha Guitry : Talleyrand
- 1943 : Mademoiselle Béatrice de Max de Vaucorbeil : Le vieux monsieur du banc
- 1943 : Les Roquevillard de Jean Dréville : Maître Hamel
- 1943 : L'Homme qui vendit son âme de Jean-Paul Paulin : Donatien
- 1943 : Un seul amour de Pierre Blanchar : Talleyrand
- 1943 : Le Brigand gentilhomme de Émile Couzinet : Don Velasquez de Haro
- 1944 : La Collection Ménard de Bernard Roland : Le vieillard
- 1947 : La Septième Porte d'André Zwobada
- 1948 : Le Comédien de Sacha Guitry

## Théâtre
(liste non exhaustive)

### Chanteur

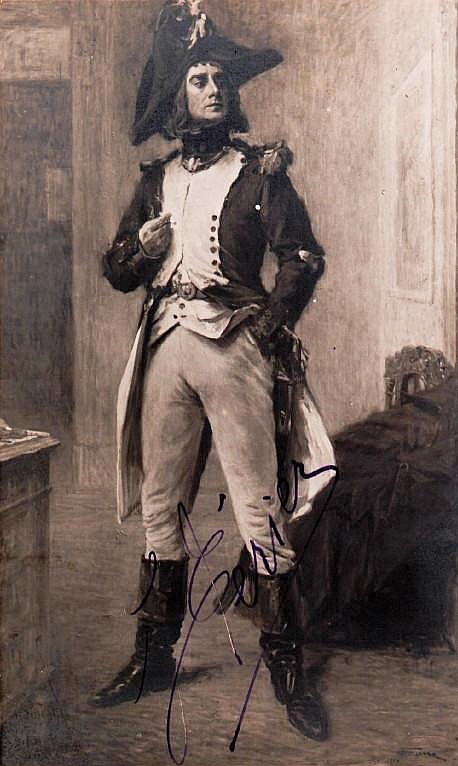
Jean Périer en Capitaine Bernard dans La Vivandière

- 1896 : La Falote, opérette, musique Louis Varney, livret Armand Liorat et Maurice Ordonneau, Théâtre des Folies-Dramatiques
- 1896 : François les bas-bleus, opéra-comique, musique Firmin Bernicat et André Messager, Théâtre des Folies-Dramatiques
- 1896 : Rivoli, opéra-comique, musique André Wormser, Théâtre des Folies-Dramatiques
- 1897 : L'Auberge du Tohu-Bohu, opérette, musique Victor Roger, livret Maurice Ordonneau, Théâtre des Folies-Dramatiques
- 1897 : Mam'zelle Nitouche, opérette, musique Hervé, livret Henri Meilhac et Albert Millaud, Théâtre des Folies-Dramatiques
- 1899 : Shakspeare !, musique Gaston Serpette, livret Paul Gavault et Paul-Louis Flers, Théâtre des Bouffes Parisiens
- 1902 : Pelléas et Mélisande, opéra, musique Claude Debussy, livret Maurice Maeterlinck, Théâtre de l'Opéra-Comique : Pelléas
- 1906, il crée le rôle de Sharpless en français de Madame Butterfly de Giacomo Puccini à l'Opéra-Comique
- 1907: interprète Landry à la création de Fortunio d'André Messager à l'Opéra-Comique.
- 1909 : Quo vadis ?, opéra, musique Jean Nouguès, livret Henri Cain d'après Henryk Sienkiewicz, Théâtre de la Gaité
- 1923 : Ciboulette, opérette, musique Reynaldo Hahn, livret Robert de Flers et Francis de Croisset, Théâtre des Variétés

### Acteur
- 1919 : Pasteur de Sacha Guitry, Théâtre du Vaudeville : un docteur
- 1919 : Le Mari, la Femme et l'Amant de Sacha Guitry, Théâtre du Vaudeville
- 1924 : Une étoile nouvelle de Sacha Guitry, Théâtre Édouard VII
- 1927 : Berlioz de Charles Méré, mise en scène Émile Couvelaine, Théâtre de la Porte-Saint-Martin : Berlioz
- 1929 : Histoires de France de Sacha Guitry, mise en scène de l'auteur, Théâtre Pigalle
- 1932 : Une femme ravie de Louis Verneuil, Théâtre de Paris
- 1936 : Napoléon unique de Paul Raynal, mise en scène Jacques Copeau, Théâtre de la Porte-Saint-Martin
- 1938 : Le Comédien de Sacha Guitry, Théâtre de la Madeleine